# Judit (nombre)
Judit o Judith  es un nombre propio femenino en su variante en español. Procede del hebreo יודית /iudit/ (judía) y significa «la alabada». Otras variantes de este nombre son Juta, Judyta, Yudelka, Yudita, Yudif, Yuta, que tienen el mismo origen etimológico.

## Equivalencias en otros idiomas
| Variantes en otras lenguas | Variantes en otras lenguas |
| -------------------------- | -------------------------- |
| Español                    | Judit, Judith              |
| Hebreo                     | יודית                      |
| Árabe                      | يوديت                      |
| Japonés                    | ジュディ                   |
| Ruso                       | Юдит                       |
| Eslovaco                   | Judita                     |

## Santoral
La celebración del santo de Judit se corresponde con el día 30 de diciembre.